# (8110) Heath
(8110) Heath est un astéroïde de la ceinture principale.

## Description
(8110) Heath est un astéroïde de la ceinture principale. Il fut découvert le 27 février 1995 à Ōizumi par Takao Kobayashi. Il présente une orbite caractérisée par un demi-grand axe de 2,63 UA, une excentricité de 0,08 et une inclinaison de 3,7° par rapport à l'écliptique.

## Compléments